# Monika Lindner
 (août 2018).
Si vous disposez d'ouvrages ou d'articles de référence ou si vous connaissez des sites web de qualité traitant du thème abordé ici, merci de compléter l'article en donnant les références utiles à sa vérifiabilité et en les liant à la section « Notes et références ».
Monika Lindner, née Astrid Monika Eder-Lindner le 25 septembre 1944 à Gleiwitz (Allemagne nazie), est une journaliste autrichienne. 
En 2002 à 2006, elle est la  directrice générale de l'Österreichischer Rundfunk, la radiotélédiffusion autrichienne.